# Miłydar (herb szlachecki)

Herb Miłydar w stylizacji Tadeusza Gajla

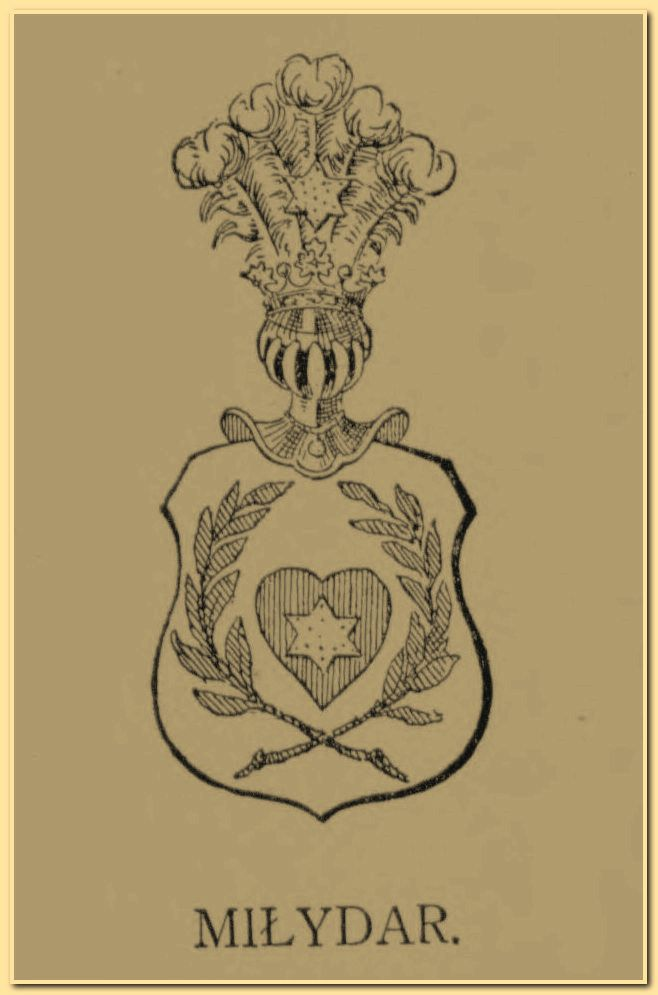
Herb Miłydar w/g Juliusza Ostrowskiego

Miłydar – polski herb szlachecki z nobilitacji.

## Opis herbu
Opis herbu z wykorzystaniem klasycznych zasad blazonowania:
W polu srebrnym między dwoma gałązkami oliwnymi, czerwone serce z sześcioramienną złotą gwiazdą.
Klejnot: Na hełmie w koronie, złota gwiazda sześcioramienna na pięciu strusich piórach.
Labry czerwone podbite srebrem.

## Najwcześniejsze wzmianki
Herb nadany 9 lipca 1768 przez króla Stanisława Augusta Jakubowi Stanisławowi Albrechtowi – przez blisko 40 lat patron sądów asesorskich.

## Herbowni
Jedna rodzina herbownych (herb własny): 
Albrecht.